# Свети Георги (Оряхово)
Вижте пояснителната страница за други значения на Свети Георги.
„Свети Георги“ е българска възрожденска църква в град Оряхово от 1837 година, обявена за паметник на културата с национално значение.

## История
Храмът е построен през 1837 година. Строежът му е започнат от двама души – Никол Николаев, търговец, и Димитър Векиларов, който е служител при мюлетизина (данъчния) Молла Мутиш. Тъй като започват работата без позволение от османската власт, двамата са арестувани, но успяват да се сдобият с позволение. Според позволението обаче храмът трябва да е без купол и да е нисък, затова се налага да бъде вкопан дълбоко (по-късно църквата е откопана). Няма данни за датата на освещаването на храма; известно е, че на 25 декември 1837 година в него е отслужена литургия.
След 1850 година в църквата са служили поп Кръстю от Враца, поп Станкул, поп Митракий, поп Димитър от Вълчедръм, иконом Христо Иванов от Етрополе, протойерей Иван Опров, Александър Янков. От 1874 година свещеник е и учителят Георги Лазаров от Тетевен.
По време на борбите за българска църковна независимост през Възраждането начело на църковната община е протосингел Алипий от Дупница. В нея влизат още Хр. Иванов, Ив. Опров, Ал. Янков, учителят Тома Младенов от Лом, чорбаджията Цеко Вълчев от с. Еница, търговецът Андрей Лулчев от Копривщица, Стоян Иванов, Георги Недялков, Илия Ангелов.

## Архитектура
Църквата е трикорабна базилика, рядко срещан архитектурен тип в Северозападна България. Покривът е седловиден, еднакво високи тавани, с полукръгла апсида от източната страна.

## Интериор
Трите кораба на църквата са разделени с колони. Иконостасът е леко вдаден навътре, което оптически удължава храма. Украсен е с позлатена дърворезба. 
Иконите, изработвани в продължителен период, носят характеристиките на Тетевенската, Самоковската и Дебърската школа.